# São Paulo Athletic Club
Il São Paulo Athletic Club è una società polisportiva brasiliana di San Paolo del Brasile. Fondata il 13 maggio 1888 da un gruppo di immigrati inglesi, è il club sportivo più antico della città.

## Storia
La prima sezione a essere creata fu quella relativa al cricket, ma grazie all'impulso di Charles William Miller furono introdotte altre due discipline, il calcio e il rugby XV. Il primo di questi due sport portò ben presto successi alla società, e il secondo tardò maggiormente a prendere piede. Tuttavia, la sezione calcistica fu chiusa nel 1912 ed ebbe pertanto vita breve, mentre la squadra di rugby non cessò mai l'attività e si impose a livello nazionale, vincendo svariate volte il titolo brasiliano.

## Squadre
- São Paulo Athletic Club (calcio)
- São Paulo Athletic Club (rugby a 15)